# Stanisław Krzemiński (elektrotechnik)
Stanisław Konstanty Krzemiński (ur. 15 listopada 1932, zm. 19 listopada 2015) – polski elektrotechnik, prof. dr. hab. inż. Politechniki Warszawskiej.
Wykładowca i pracownik naukowy Wydziału Elektrycznego, Instytutu Elektrotechniki Teoretycznej i Systemów Informacyjno-Pomiarowych Politechniki Warszawskiej. Specjalizował się w badaniach nad teorią pola magnetycznego, zasiadał w jury Konkursu im. Prof. Mieczysława Pożaryskiego. W latach 1975-1994 pełnił funkcję kierownika Laboratorium Pola Elektromagnetycznego. Członek Komisji Rady Wydziału ds. Kształcenia, odznaczony Złotym Krzyżem Zasługi.
Pochowany na Komunalny Cmentarz Południowy (kw. 36 AI-III-4 /katakumby/).